# Желязо (Лодзинське воєводство)
Желязо (пол. Żelazo) — село в Польщі, у гміні Ґалевиці Верушовського повіту Лодзинського воєводства.
Населення — 78 осіб (2011).
У 1975-1998 роках село належало до Каліського воєводства.

## Демографія
Демографічна структура станом на 31 березня 2011 року:
|          | Загалом | Допрацездатний вік | Працездатний вік | Постпрацездатний вік |
| -------- | ------- | ------------------ | ---------------- | -------------------- |
| Чоловіки | 38      | 7                  | 26               | 5                    |
| Жінки    | 40      | 10                 | 18               | 12                   |
| Разом    | 78      | 17                 | 44               | 17                   |